# Viesci
Viesci è una frazione del Comune di Leonessa, in Provincia di Rieti, compresa nelle cosiddette Ville del Piano di Sopra; è situata su un promontorio ai piedi del Monte della Croce, appartiene al Sesto di Croce e dista 8,72 km dal capoluogo. Fa parte dei centri abitati colpiti dal terremoto di Amatrice nel 2016.

## Paesaggio
Immersa nella flora montana, Viesci presenta numerosi campi dediti al pascolo del bestiame e all'agricoltura, di cui il grano rappresenta la coltura più diffusa.
Vaste e rigogliose macchie circondano l'abitato, predominante la presenza di castagni e faggi che si alternano con splendide pinete e querceti.

## Storia
Non vi sono cenni storici precisi che testimoniano la nascita di Viesci, il cui nome deriva dal termine Blesa, di cui però si è perso il significato; in seguito il suo nome è stato ricondotto a Viae Scissane, ovvero strade che si dividono con probabile riferimento ad un punto di incontro delle zone interne appenniniche con la via Salaria, l'allora via del sale, rotta di mercanti e transumanza dei greggi.
Nei primi anni del XV secolo l'altipiano di Leonessa venne suddiviso in sei grandi Sesti, ognuno raggruppante gli antichi villaggi presenti sul territorio, che presero il nome dei castelli più importanti che riunivano.
Viesci fu agglomerata nel Sesto della Croce, derivante dall'omonimo castello di cui ancora non è chiara l'ubicazione: alcune fonti lo identificano nei pressi dell'odierna Volciano, altre lo materializzano alle spalle di Colleverde, l'allora Collesecco, su di una piccola montagna sita al centro del Sesto della Croce, denominata proprio Croce, come alcuni resti di fondamenta sembrano confermare. Altri resti fanno supporre l'esistenza di un secondo castello situato su un piccolo colle alle spalle di Vallimpuni, entrambi però rasi al suolo dal terrificante terremoto che nel 14 gennaio del 1703 mise in ginocchio l'intero altipiano, distruggendo quasi totalmente molti paesi, tra cui Viesci. Da questo periodo gli studiosi fanno risalire l'origine delle attuali frazioni che, non più villaggi unificati sotto un unico Sesto, divengono delle vere e proprie comunità autosufficienti dotate ognuna di una propria chiesa e degli edifici necessari alla vita comune.
Viesci è una delle frazioni più grandi dell'intero altopiano leonessano ed era anche una delle più popolate fino alla metà degli anni Sessanta, quando una forte emigrazione verso i centri urbani ridusse il numero degli abitanti a poche decine.

## Festività e Ricorrenze particolari
Sono varie le festività legate all'adorazione dei Santi, tra cui maggior importanza hanno:
- Festività di San Michele Arcangelo, Santo patrono di Viesci, ricorrente il 29 settembre e festeggiato portando in processione la statua del Santo percorrendo un percorso che racchiude tutte le vie principali e le case del centro abitato. Fino a poche decine di anni fa, in questa giornata si ritrovavano a Viesci centinaia di mercanti e proprietari di bestiame in occasione di una grande fiera zootecnica.
- Festività del Santissimo Sacramento, ricorrente la terza domenica di agosto, celebrata attraverso l'adorazione dell'ostia consacrata. In questi giorni la popolazione ricorda i propri caduti delle due guerre mondiali attraverso la deposizione di una corona di alloro ai piedi del monumento a loro dedicato, sito in Piazza della Vittoria, accompagnata dal patriottico suono della Banda musicale Città di Leonessa.
- Festività di Sant'Emidio, Vescovo di Ascoli Piceno e Protettore dai terremoti, ricorrente il terzo lunedì di agosto. La celebrazione avviene attraverso la processione della statua del Santo per le vie del paese, lodato e cantato affinché protegga gli abitanti dal pericolo dei terremoti. Questo giorno coincide con la fine della settimana di festa di Viesci, chiusa con la realizzazione della tradizionale Cena in piazza, a cui tutti gli abitanti del paese partecipano consumando insieme il pasto serale in Piazza Santi, accompagnata dal suono della folkloristica musica dell'organetto.